# Со Джисоп
Со Джисо́п (кор. 소지섭, род. 4 ноября 1977, Сеул) — южнокорейский актёр, известный в первую очередь благодаря ролям в фильмах «Всегда» и «Несмонтированный фильм», в сериалах «О, моя Венера» и «Повелитель солнца».

## Биография
Со Джисоп родился в 1977 году в Сеуле. Родители развелись когда он был ребёнком. Старшая сестра живёт в Австралии. В подростковом возрасте был замкнутым и неуверенным в себе. Тогда же у него сформировалась любовь к хип-хоп-музыке: The Notorious B.I.G., Snoop Dogg и Ким Сонджэ. В течение 11-ти лет занимался плаванием. Пробовал себя в модельном бизнесе. В 1996 году сыграл первую роль — в сериале «Три парня и три девушки». Появлялся в небольших ролях в телесериалах в конце 1990-х — начале 2000-х. Затем Со получил одну из главных ролей в сериале «Туфельки для Золушки» (2002).
Сыграл роль гангстера, мечтающего стать актёром в режиссёрском дебюте Чан Хуна «Несмонтированный фильм» (2008). Игра Со была хорошо принята зрителями и критиками. Со стал лауреатом премий «Голубой дракон» и «Пэксан». В 2011 году на экраны вышел фильм Сон Ильгона «Всегда», в котором Сон сыграл боксёра, влюбившегося в слепую девушку. В последующие годы играл ведущие роли в сериалах «Повелитель солнца» и «О, моя Венера». Неоднократно получал премию SBS Drama Awards.